# Paindoan
Paindoan is een bestuurslaag in het regentschap Toba Samosir van de provincie Noord-Sumatra, Indonesië. Paindoan telt 775 inwoners (volkstelling 2010).